# Изпълнителна агенция за българите в чужбина
Изпълнителна агенция за българите в чужбина (ИАБЧ) е админинистрация, която подпомага изпълнителния директор на ИАБЧ. Той е орган към Министеството на външните работи за осъществяване политиката на Република България спрямо българите и техните общности по света. Агенцията издава два вида удостоверения, респективно служещи за придобиване на статут на постоянно или продължително пребиваващ на територията на Република България. До м. март 2021 г. Агенцията издава удостоверение, служещо за придобиване на българско гражданство.
Приоритетите на агенцията са: стимулиране на изграждането на българско лоби в чужбина; опазване на българското етнокултурно пространство и културно-историческото наследство; защита на правата на българите зад граница. ИАБЧ поддържа връзки с над 500 организации на българите по целия свят и с отделни личности, съдейства за решаване на проблеми от хуманитарен, културен, образователен, информационен и правен характер.
Агенцията за българите в чужбина (АБЧ) е създадена с ПМС 180 от 1 октомври 1992 г., а на 21 февруари 2000 г. е преобразувана в Държавна агенция.
С ПМС №73 от 05.05.2022 г. Държавна агенция за българите в чужбина към Министерски съвет е преобразувана в Изпълнителна агенция за българите в чужбина към Министъра на външните работи. 
Изпълнителна агенция за българите в чужбина е правоприемник на Държавна агенция за българите в чужбина.

## Председатели на Държавна агенция за българите в чужбина
- Георги Данаилов (1993 – 1995)
- Гиньо Ганев (1995 – 1997)
- проф.д-р Вера Мутафчиева (1997 – 1998)
- проф.д-р Пламен Павлов (1998 – 2002)
- Антон Пиралков (2002 – 2004)
- Деница Христова (2004 – 2007)
- Евгений Желев (2008)
- Димитър Димитров (2009)
- Райна Манджукова (2009 – 2010)
- Росен Иванов (2010 – 2013)
- Борис Вангелов (2015 – 2017)
- Петър Харалампиев (2017 – 2018)
- проф.д-р Илия Гюдженов (2020 – 2021)
- Тодор Ванчев (2021 - 2022)

## Изпълнителни директори на изпълнителна агенция за българите в чужбина
- Райна Манджукова (2022 – понастоящем)